# Kallithéa (ort i Grekland, Peloponnesos, Nomós Argolídos)
Kallithéa (Kallithea) är en ort i Grekland.   Den ligger i prefekturen Nomós Argolídos och regionen Peloponnesos, i den södra delen av landet, 90 km sydväst om huvudstaden Aten. Kallithéa ligger 36 meter över havet och antalet invånare är 119.
Terrängen runt Kallithéa är platt åt sydväst, men åt nordost är den kuperad. Havet är nära Kallithéa söderut.  Närmaste större samhälle är Argos, 16,9 km nordväst om Kallithéa. 